# Putjatin
Putjatin (in russo Путятин?) è un insediamento di tipo urbano dell'Estremo Oriente russo (Territorio del Litorale). Fa parte della città chiusa (ZATO) di Fokino.
L'insediamento, che porta il nome di Evfimij Vasil'evič Putjatin, si trova nella baia Nazimova, sulla costa occidentale dell'isola di Putjatin. La distanza dalla città di Fokino è di circa 10 km.